# 神奈川県立平塚商業高等学校
神奈川県立平塚商業高等学校（かながわけんりつひらつかしょうぎょうこうとうがっこう）は、神奈川県平塚市中里に所在した公立の商業高等学校。通称は平商（ひらしょう）。
2020年4月1日より神奈川県立平塚農業高等学校と合併し神奈川県立平塚農商高等学校となった。平塚商業高校の校舎は平塚農商高校の商業校舎として使用されている。

## 設置学科・カリキュラム
「総合ビジネス科」単科である。平成25年度入学生より単科募集に切り替えられていた。

「総合ビジネス科」入学生は2年次より、以下の「系」に分かれた。
1. 会計ビジネス系
2. 情報ビジネス系
3. 流通ビジネス系

2年次の「系」での学びののち、3年次より以下の「コース」に分かれた。
1. 経営コース
2. 情報コース
3. マーケティングコース
4. 地域経済コース

## 概要
- 平成24年度入学生までは商業科・情報処理科・国際経済科の3科で募集をしていた。
- 検定・資格取得に力を入れていた。

※主な検定　簿記、電卓、ワープロ、情報処理、英語、食物調理技術、被服制作技術　
- ソフトボール部は全国屈指の強豪であり、オリンピックの日本代表選手を輩出していた。
- 校則は、髪染めや化粧、ピアスなどを付けることが禁止されていた。

## 沿革
- 1938年5月 - 定時制商業学校として開校。
- 1962年10月 - 全日制開校。
- 1966年 - 平塚市立商業高等学校を定時制として併合。
- 1975年 - 電算機室を設置し、情報処理教育を始める。また、長年の英語教育の実績によりパーマー賞を受賞する。
- 2020年 - 全日制が神奈川県立平塚農業高等学校と統合し神奈川県立平塚農商高等学校となる。

## 交通
- 平塚駅（東海道線 (JR東日本)）より神奈中バス15分「桜ヶ丘」下車 徒歩3分

## 著名な出身者
- 小林良美 - ソフトボール選手（シドニーオリンピック銀メダリスト）
- 梅澤美波 - アイドル（乃木坂46）